# Epigenes von Byzanz
Epigenes von Byzanz (1. Jahrhundert v. Chr. oder 2. Jahrhundert v. Chr.) war ein griechischer Astrologe.

## Leben
Epigenes lässt sich zeitlich nicht sicher einordnen. Er könnte zur Zeit des Augustus gelebt haben oder Jahrhunderte vorher. Quellen sind Seneca, der sich im siebten Buch seiner Naturales quaestiones kritisch ablehnend mit Epigenes Kometentheorie auseinandersetzte, Plinius der Ältere, der ihn in seiner Naturalis historia mehrfach zitierte, und der zeitlich spätere Grammatiker Censorinus. Die Herkunft aus Byzanz findet sich bei Censorinus.
Seneca berichtet, Epigenes sei der Ansicht gewesen, Kometen würden durch heftig kreisende Luftwirbel entzündet. Er stand damit Widerspruch zu anderen, die die Kometen für Planeten (also Himmelskörper) oder Spiegelungen anderer Sterne hielten. Laut Seneca soll Epigenes nach eigener Auskunft bei den Chaldäern studiert haben, worunter man in Rom Astrologen verstand.
Plinius schreibt im 50. Kapitel des siebten Buchs der Naturalis historia, dass ein Mensch nach Meinung des sternkundigen Epigenes nicht älter als 112 Jahre werden könne, was sich auch bei Censorinus findet. Im 57. Kapitel wird Epigenes Behauptung wiedergegeben, die Babylonier hätten seit 7200 Jahren Sternbeobachtungen in Backsteine eingeschrieben. In diesem Zusammenhang betont Plinius, dass Epigenes ein sehr zuverlässiger Schriftsteller sei, gravis auctor in primis.
(Anmerkung zur Zahl 7200: Das Lexikon nennt 720 (?) Jahre, Wittstein übersetzt die hier angegebenen 7200 Jahre. Die englische Pliniusübersetzung am Project Gutenberg spricht von seven hundred and twenty thousand years, also 720.000 Jahren, was zwar der Angabe {\displaystyle {\overline {\mathrm {DCCXX} }}} im lateinischen Originaltext entspricht, aber vielleicht nicht gemeint ist.)
Der Mondkrater Epigenes wurde 1935 offiziell von der IAU nach Epigenes benannt.